# جاي هوفمان
جاي هوفمان (بالإنجليزية: Jay Hoffman)‏ (15 يناير 1951 في الولايات المتحدة - ) هو مدرب كرة قدم ولاعب كرة قدم أمريكي في مركز الدفاع.

## وصلات خارجية
- جاي هوفمان على موقع الاتحاد الدولي (مؤرشف)  (الإنجليزية)